# Aristolochia clusii
 (juillet 2024).
Espèce
Classification phylogénétique
Aristolochia clusii est une espèce de plante à fleurs de la famille des Aristolochiaceae trouvée en région méditerranéenne. 

## Répartition et statut de protection
C'est une plante méditerranéenne localisée en France dans les départements du Gard et de l'Hérault. C'est une espèce protégée en Languedoc-Roussillon.

### références externes
- (fr) Tela Botanica (France métro) : Aristolochia clusii Lojac., 1907
- (en) NCBI : Aristolochia clusii (taxons inclus)